# Matilda Mk I
(A11) Infantry Tank Mk. I Matilda I byl prvním britským pěchotním tankem vzniklým v období těsně před druhou světovou válkou. Nezaměňovat s pozdějším modelem (A12) Infantry Tank Mk. II Matilda II, který převzal název „Matilda“ po svém předchůdci po jeho stažení z bojové služby. Tyto dva tanky byly zcela odlišného vzhledu a používaly rozdílné komponenty.

## Vývoj
Vývoj započal v závodě Vickers-Armstrongs roku 1935. Jeho výsledkem bylo malé dvoumístné vozidlo s nízkou korbou a malou odlévanou věží, ve které byla zabudována jediná zbraň – kulomet Vickers ráže .303 ráže .303 (7,7 mm) nebo .50 (12,7 mm). Matilda využívala mnoho součástí z jiných vozidel: motor Ford V8, převodovku Fordson, mechanismus řízení podobný, jako u lehkých tanků Vickers, odpružení adaptované z dělostřeleckého tahače Mk.IV Dragon.
Ačkoliv korba i věž byly dobře chráněny proti tehdejším protitankovým zbraním, pásy a pojezdové ústrojí byly úplně odkryty a velmi zranitelné.
Prvních 60 kusů bylo zadáno do výroby v dubnu 1937 a produkce běžela až do srpna 1940. Celkem bylo vyrobeno 140 tanků, některé z nich s kulometem Vickers větší ráže .50 namísto standardní .303.

## Bojové nasazení

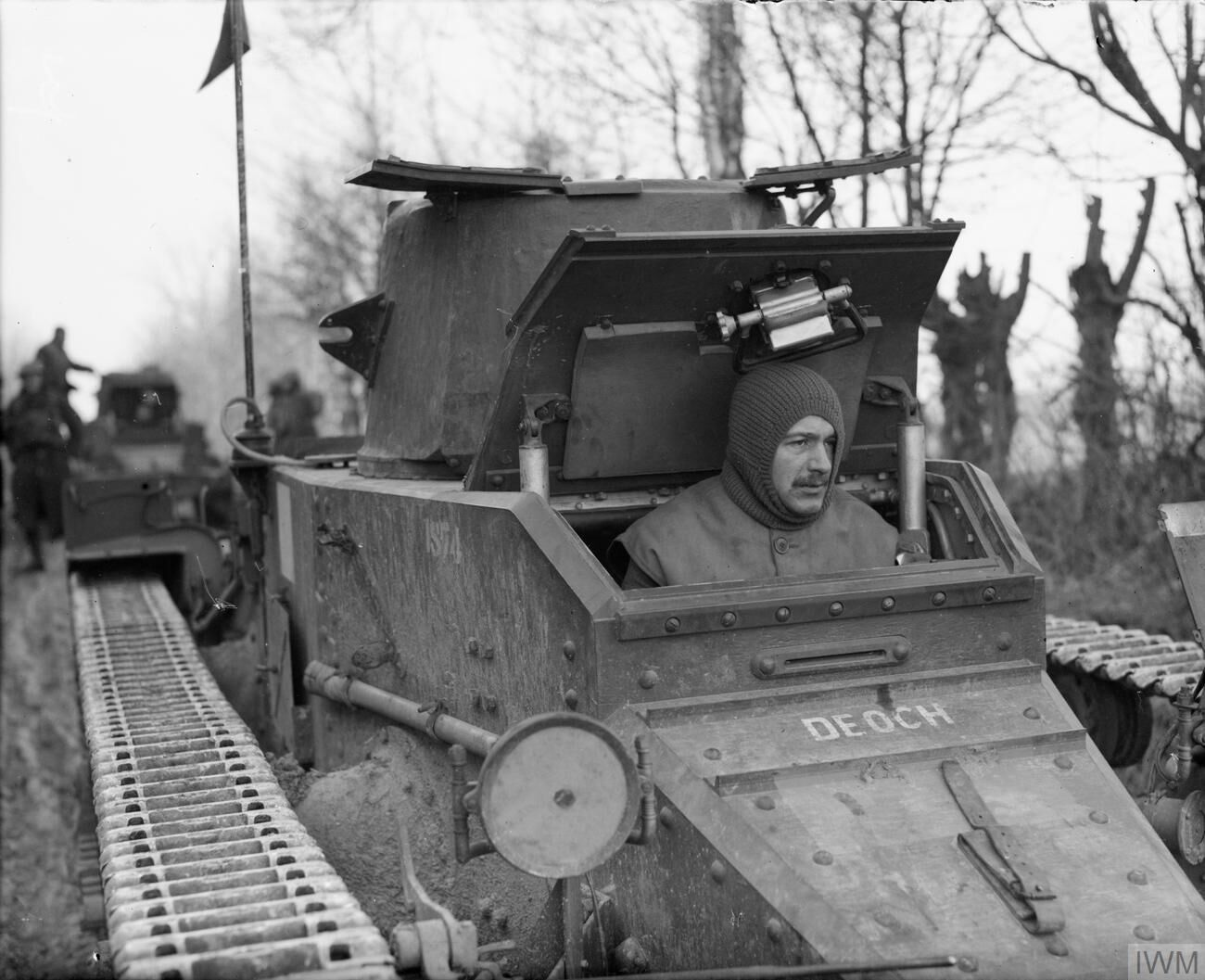
Řidič tanku Matilda I ve Francii v zimě 1939–40. Možné vidět stísněný prostor pro řidiče a to, jak poklop brání střelci.

Těžký tank vyzbrojený pouhým kulometem zřetelně zobrazuje neujasněnost koncepce tankového vojska v tomto období.
Tanky Matilda I se v počtu 55 kusů zúčastnily spolu s Matildami II bojů ve Francii roku 1940 jako součást výzbroje Britského expedičního sboru. Podílely se na obraně a protiútoku u Arrasu v květnu 1940. Při evakuaci z Francie byly všechny Matildy Britského expedičního sboru zanechány na pevnině. Zbylé tanky Matilda I ve Velké Británii byly poté staženy k výcvikovým účelům.
Podle Angličanů měl být pěchotní tank postavený jako pohyblivý bunkr, tzn. silně pancéřovaný a dostatečně vyzbrojený proti pěchotě. Matilda měla na nejsilnějších místech 65 mm tlustý pancíř (pro srovnání, soudobé verze Panzer III a Panzer IV měly pancíř na nejchráněnějších místech 30 mm silný), který činil německým tankům, lehkým protitankovým dělům a pěchotním protitankovým zbraním značné problémy, ale Matilda nemohla německé tanky ani škrábnout, jelikož její primární a jedinou zbraní byl 7,7 mm kulomet.
Dvoumístná Matilda se svými 11,2 tunami dosahovala rychlosti 13 km/h, protože stačilo, aby byl rychlý jako pěchota. Matilda byla jako podpora pěchoty v pěchotním boji výborná, ale jinak byla již v roce 1940 zastaralá, a tak Němci opuštěné Matildy nechávali prostě ležet, než aby je použili stejně jako francouzské a československé tanky. Nízká rychlost jí znemožňovala ústup před obrněnou technikou protivníka, kterou mohla její slabá výzbroj ohrozit jen stěží. Nepříjemná byla i velká zranitelnost pásů. Mnohem úspěšnější byla její nástupkyně, Matilda Mk II.